# 小行星6055
小行星6055（6055 Brunelleschi）是一颗绕太阳运转的小行星，为主小行星带小行星。该小行星于1977年10月16日发现。

## 轨道参数
小行星6055的轨道半长轴为2.1785916 UA，离心率为0.128。